# 인드라바르만 5세
인드라바르만 5세(Indravarman V), 하리데바(Harideva) 또는 자야 신하바르만(Jaya Simhavarman)은 1257년 삼촌 자야 인드라바르만 6세를 암살하면서 통치하기 시작한 참파의 왕이었으나 1266년까지 즉위식을 기다렸다.:182,192 몽골의 칸인 쿠빌라이칸에게 자신이 스스로 굴복하기를 거부하면서, 그럼에도 불구하고 그는 자신의 왕국을 행정 부대로 나누는 몽골 사령관 사가토우와 리우쳉의 “이 굴욕에 몸을 내맡겼다.” 그의 아들 쩨먼은 “스스로 사임할 수 없었다.”:81–82
사가토우는 1282년에 침략을 개시하였고, 인드라바르만 5세는 산으로 피신하였다. 그는 조정에 출두하고 신하 노릇을 하는 것을 거부하면서 몽골인들에게 “열병, 질병, 물자 부족”을 겪게 했다. 몽골군의 탈영도 피해를 가중시켰다. 마침내 1285년 사가토우가 죽은 후, “참파는 몽골인들을 퇴각했다는 것을 알게 되었다.”:83–86
인드라바르만 5세는 1285년 10월 6일 쿠빌라이에 특사를 보냈고 그 후 곧 사망한 것으로 보인다.:193